# Алое остисте
Алое остисте (Aloe aristata, Haw.) — сукулентна рослина роду алое.

## Місцеві назви
- англ. Lace aloe — мережевне алое
- англ. Torch-plant — рослина-смолоскип

## Синоніми
- Aloe ellenbergeri
- Aloe aristata var. parvifolia
- Aloe longiaristata
- Aloe aristata var. leiophylla

## Морфологічні ознаки

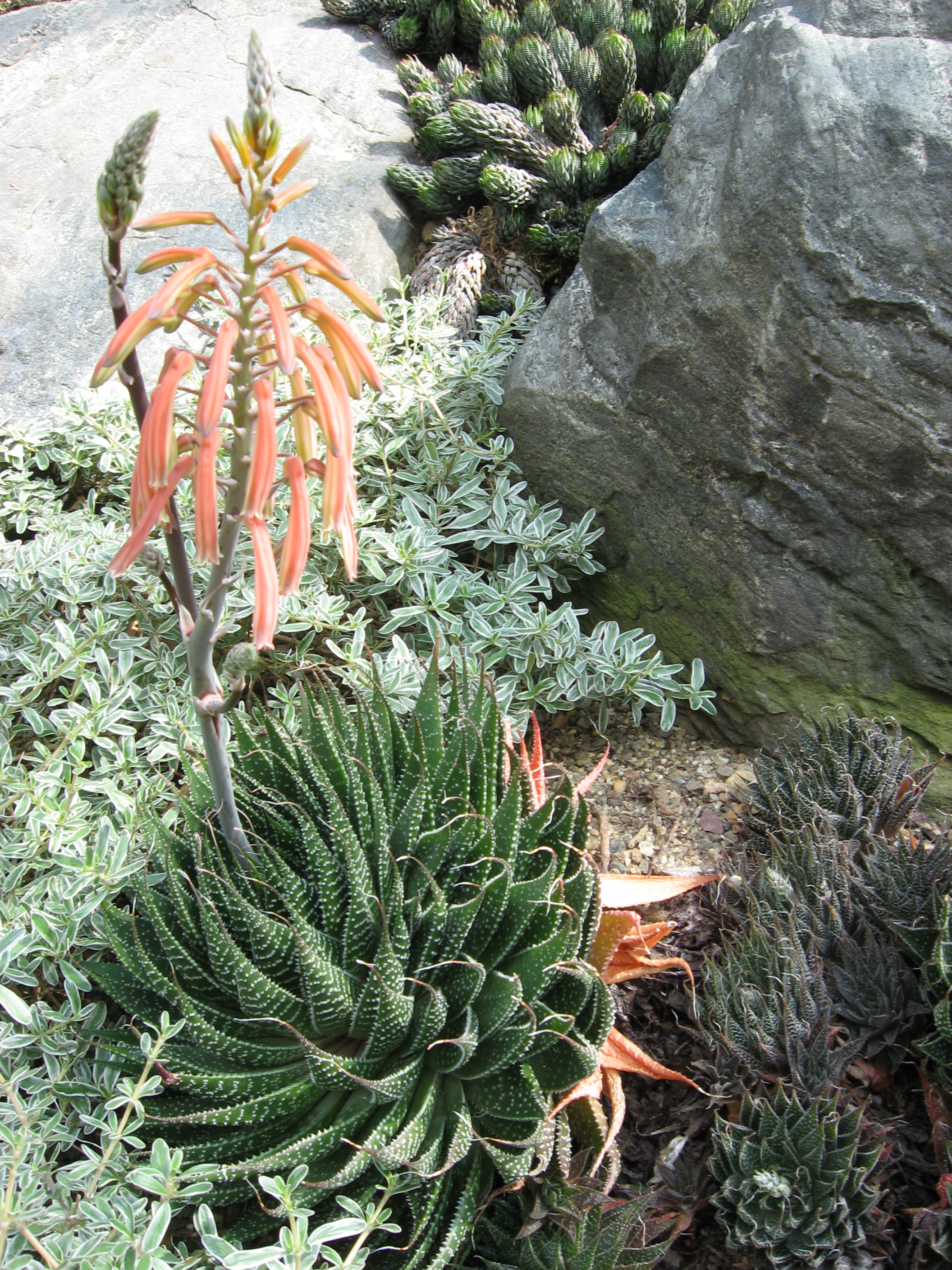
Цвітіння Aloe aristata

Кущеподібна рослина з сильно вкороченими стеблами, що часто формують групи розеток (до 12), компактних, діаметром 10-15 см, вигнутих дугою. Листя численні (100—150 шт.), вузьколінійні, 8-10 см довжини і 1-1,5 см ширини, сіро-зелені з білими цяточками. Краї листа з маленькими білими шипами, кінець — з довгою білою остю. Темно-зелена поверхня листя покрита білими горбками, по краях є хрящоподібні зубчики довжиною 1-2 мм. Наприкінці весни з центра розетки виростає китицеподібне суцвіття висотою 50-70 см, звичайно розгалужене, з 2-6 китицями довжиною 15-20 см трубчастих червоно-помаранчевих квіток. У природному середовищі час цвітіння рослини припадає на листопад. Без квіток розетки листя дуже схожі на рослини роду хавортія.

## Місця зростання
Виростає в Лесото і східних областях ПАР (Капська провінція, Квазулу-Наталь) на висоті 300—2125 м над рівнем моря.

## Догляд
Компактна рослина, часто культивується в кімнатах. Поливають влітку рясно, взимку — помірно. При тривалому пересушуванні ґрунту відмирає коріння, а листя втрачає тургор.

## Використання
Алое має цілющі властивості, колись зробило Клеопатру такою привабливою і спокусливою.

## Охоронний статус
Алое остисте внесене до Додатку ІІ Конвенції про міжнародну торгівлю дикими видами фауни і флори, що знаходяться під загрозою зникнення (CITES).